# Синтія Вескан
Синтія Ванесса Вескан (фр. Cynthia Vanessa Vescan; нар. 7 лютого 1992, Страсбург) — французька борчиня вільного стилю,  бронзова призерка чемпіонату Європи, срібна призерка чемпіонату світу серед студентів, учасниця двох Олімпійських ігор.

## Життєпис
Боротьбою почала займатися з 2000 року. Багаторазова призерка чемпіонатів світу та Європи серед кадетів та серед юніорів.
Виступає за борцівський клуб КЛОС, Страсбург. Тренер — Нодар Бокашвілі.

## Спортивні результати на міжнародних змаганнях

### Виступи на Олімпіадах
| Змагання                    | Збірна  | Вагова категорія          | Місце |
| --------------------------- | ------- | ------------------------- | ----- |
| Літні Олімпійські ігри 2012 | Франція | жіноча боротьба, до 72 кг | 12    |
| Літні Олімпійські ігри 2016 | Франція | жіноча боротьба, до 75 кг | 16    |

### Виступи на Чемпіонатах світу
| Змагання                        | Збірна  | Вагова категорія          | Місце |
| ------------------------------- | ------- | ------------------------- | ----- |
| Чемпіонат світу з боротьби 2011 | Франція | жіноча боротьба, до 72 кг | 9     |
| Чемпіонат світу з боротьби 2013 | Франція | жіноча боротьба, до 72 кг | 8     |
| Чемпіонат світу з боротьби 2015 | Франція | жіноча боротьба, до 69 кг | 19    |
| Чемпіонат світу з боротьби 2018 | Франція | жіноча боротьба, до 76 кг | 12    |
| Чемпіонат світу з боротьби 2021 | Франція | жіноча боротьба, до 72 кг | 5     |

### Виступи на Чемпіонатах Європи
| Змагання                         | Збірна  | Вагова категорія          | Місце  |
| -------------------------------- | ------- | ------------------------- | ------ |
| Чемпіонат Європи з боротьби 2011 | Франція | жіноча боротьба, до 72 кг | 5      |
| Чемпіонат Європи з боротьби 2012 | Франція | жіноча боротьба, до 72 кг | 9      |
| Чемпіонат Європи з боротьби 2018 | Франція | жіноча боротьба, до 72 кг | Бронза |
| Чемпіонат Європи з боротьби 2021 | Франція | жіноча боротьба, до 76 кг | Бронза |
| Чемпіонат Європи з боротьби 2023 | Франція | жіноча боротьба, до 76 кг | Бронза |

### Виступи на Кубках світу
| Змагання                    | Збірна  | Вагова категорія          | Місце |
| --------------------------- | ------- | ------------------------- | ----- |
| Кубок світу з боротьби 2011 | Франція | жіноча боротьба, до 72 кг | 8     |

### Виступи на Чемпіонатах світу серед військовослужбовців
| Змагання                                                  | Збірна  | Вагова категорія          | Місце |
| --------------------------------------------------------- | ------- | ------------------------- | ----- |
| Чемпіонат світу з боротьби серед військовослужбовців 2018 | Франція | жіноча боротьба, до 76 кг | 5     |

### Виступи на Чемпіонатах світу серед студентів
| Змагання                                        | Збірна  | Вагова категорія          | Місце  |
| ----------------------------------------------- | ------- | ------------------------- | ------ |
| Чемпіонат світу з боротьби серед студентів 2016 | Франція | жіноча боротьба, до 75 кг | Срібло |

### Виступи на інших змаганнях
| Змагання                                                         | Збірна  | Вагова категорія          | Місце  |
| ---------------------------------------------------------------- | ------- | ------------------------- | ------ |
| Середземноморський чемпіонат з боротьби 2010                     | Франція | жіноча боротьба, до 72 кг | Срібло |
| Гран-прі Німеччини з боротьби 2010                               | Франція | жіноча боротьба, до 72 кг | Бронза |
| Всесвітні ігри бойових мистецтв 2010                             | Франція | жіноча боротьба, до 72 кг | 5      |
| Турнір Дана Колова — Николи Петрова 2012                         | Франція | жіноча боротьба, до 72 кг | 10     |
| Олімпійський кваліфікаційний турнір з боротьби 2012 (Софія)      | Франція | жіноча боротьба, до 72 кг | 11     |
| Олімпійський кваліфікаційний турнір з боротьби 2012 (Тайюань)    | Франція | жіноча боротьба, до 72 кг | 14     |
| Олімпійський кваліфікаційний турнір з боротьби 2012 (Гельсінкі)  | Франція | жіноча боротьба, до 72 кг | Срібло |
| Henri Deglane Challenge 2012                                     | Франція | жіноча боротьба, до 72 кг | 5      |
| Меморіал Вацлава Циолковського 2013                              | Франція | жіноча боротьба, до 72 кг | 11     |
| Франкомовні Ігри з боротьби 2013                                 | Франція | жіноча боротьба, до 72 кг | Срібло |
| Гран-прі Німеччини з боротьби 2014                               | Франція | жіноча боротьба, до 69 кг | Срібло |
| Henri Deglane Challenge 2014                                     | Франція | жіноча боротьба, до 69 кг | 4      |
| Klippan Lady Open 2015                                           | Франція | жіноча боротьба, до 69 кг | 12     |
| Гран-прі Німеччини з боротьби 2015                               | Франція | жіноча боротьба, до 75 кг | 12     |
| Відкритий чемпіонат Польщі з боротьби 2015                       | Франція | жіноча боротьба, до 69 кг | 7      |
| Henri Deglane Challenge 2015                                     | Франція | жіноча боротьба, до 75 кг | Золото |
| Гран-прі Парижа з боротьби 2016                                  | Франція | жіноча боротьба, до 75 кг | Срібло |
| Турнір Яшара Догу 2016                                           | Франція | жіноча боротьба, до 75 кг | Бронза |
| Олімпійський кваліфікаційний турнір з боротьби 2016 (Зренянин)   | Франція | жіноча боротьба, до 75 кг | Бронза |
| Олімпійський кваліфікаційний турнір з боротьби 2016 (Улан-Батор) | Франція | жіноча боротьба, до 75 кг | Золото |
| Гран-прі Іспанії з боротьби 2016                                 | Франція | жіноча боротьба, до 75 кг | 9      |
| Гран-прі Парижа з боротьби 2017                                  | Франція | жіноча боротьба, до 75 кг | Золото |
| Pro Wrestling League 2018                                        | Франція | команда                   | 5      |
| Турнір Дана Колова — Николи Петрова 2018                         | Франція | жіноча боротьба, до 72 кг | Срібло |
| Гран-прі Іспанії з боротьби 2018                                 | Франція | жіноча боротьба, до 76 кг | 5      |
| Меморіал Іона Корнеану і Ладислава Сімона 2018                   | Франція | жіноча боротьба, до 76 кг | Бронза |
| Pro Wrestling League 2019                                        | Франція | команда                   | Срібло |
| Гран-прі Франції Анрі Деглана 2021                               | Франція | жіноча боротьба, до 76 кг | Бронза |
| Турнір Загреба з боротьби 2023                                   | Франція | жіноча боротьба, до 76 кг | 12     |
| Турнір Ібрагіма Мустафи 2023                                     | Франція | жіноча боротьба, до 76 кг | 10     |

### Виступи на змаганнях молодших вікових груп
| Змагання                                       | Збірна  | Вагова категорія          | Місце  |
| ---------------------------------------------- | ------- | ------------------------- | ------ |
| Чемпіонат Європи з боротьби серед кадетів 2008 | Франція | жіноча боротьба, до 70 кг | Бронза |
| Чемпіонат Європи з боротьби серед кадетів 2009 | Франція | жіноча боротьба, до 70 кг | Бронза |
| Чемпіонат Європи з боротьби серед юніорів 2009 | Франція | жіноча боротьба, до 72 кг | Срібло |
| Чемпіонат світу з боротьби серед юніорів 2009  | Франція | жіноча боротьба, до 72 кг | 13     |
| Чемпіонат Європи з боротьби серед юніорів 2010 | Франція | жіноча боротьба, до 72 кг | Срібло |
| Чемпіонат світу з боротьби серед юніорів 2010  | Франція | жіноча боротьба, до 72 кг | Срібло |
| Чемпіонат Європи з боротьби серед юніорів 2011 | Франція | жіноча боротьба, до 72 кг | Срібло |
| Чемпіонат світу з боротьби серед юніорів 2011  | Франція | жіноча боротьба, до 72 кг | Срібло |
| Чемпіонат Європи з боротьби серед юніорів 2012 | Франція | жіноча боротьба, до 72 кг | Срібло |
| Чемпіонат світу з боротьби серед юніорів 2012  | Франція | жіноча боротьба, до 72 кг | Срібло |